# Pilaster

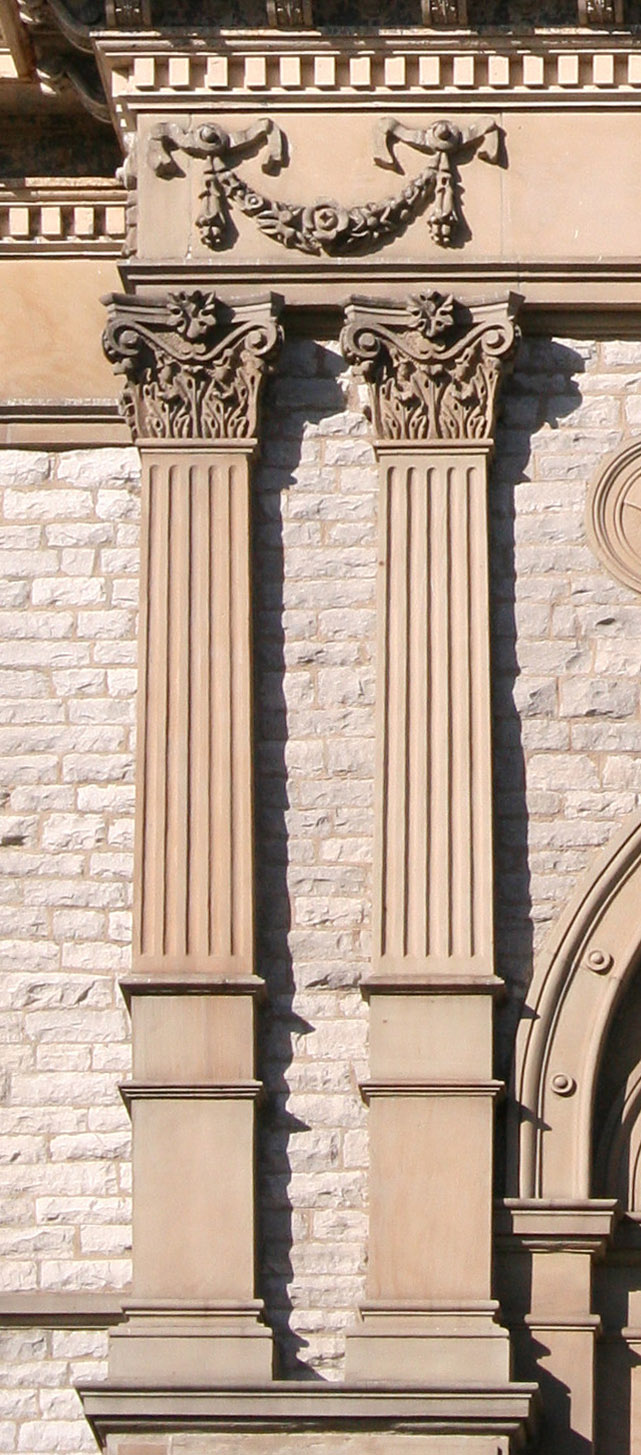
Doppel-Pilaster am County Courthouse in Sidney, Ohio (USA)

Ein Pilaster (von lateinisch pila „Pfeiler“) ist in der Architektur ein Wandpfeiler mit Basis und Kapitell.

## Geschichte, Funktion und Verwendung
Der Pilaster ist geschichtlich abzuleiten aus der Antike und weist auch zumeist antikisierende Kapitelle auf. Als Vorstufe des Pilasters ist die Ante des griechischen Tempels zu vermuten. Die dekorative Einbeziehung der Säulenordnungen in die römische Architektur zog eine umfassende Verwendung des Pilasters nach sich. Pilaster finden sich später als Zeichen der Antikenrezeption an mittelalterlichen Bauten und vor allem Bauten der Renaissance. Seither gehören Pilaster bis zum Ende des 19. Jahrhunderts zu den wichtigsten Gliederungsmitteln repräsentativer Architektur. Besondern in der französischen Architekturtheorie des 17. und 18. Jahrhunderts wurde dem Pilaster von der Rangfolge der Architekturglieder der Platz zwischen Säule und Lisene mit einem genau festgelegten Ausdruckswert zugemessen.
Architektonischer Hauptzweck des Pilasters ist die vertikale Gliederung von Außen- oder Innenwänden. Der Pilaster kann tragende statische Funktion haben, muss dies aber nicht. Ähnlich wie die Halb- oder Blendsäule kann der Pilaster ein Element der Scheinarchitektur in Putz und Stuck sein. Selten findet sich dann der deutsche Ausdruck „Reliefpfeiler“, der eher als Palindromwort bekannt ist.

## Formen der Pilaster

Neubaukirche in Würzburg. Am Turm und am Langhaus als Strebepfeiler dienende Kolossalpilaster

Im Gegensatz zur Lisene hat der Pilaster Basis, Kapitell oder Kämpfer; sein Schaft kann kanneliert sein. Ein Pilaster kann auch alle Formen der klassischen Säulenordnungen übernehmen.
Ein Estípíte ist ein sich nach unten verjüngter Pilaster.
Sitzt auf der Estípíte eine Herme ist dies ein Hermenpilaster.
Kolossalpilaster sind Pilaster, die sich als Kolossalordnung über mehrere Stockwerke erstrecken. In dieser Form können sie statisch auch als Strebepfeiler dienen.
Eine Pilastrata ist eine Pilasterreihung.

## Europa
Zur Wandgestaltung und -gliederung wurden Pilaster bereits in der antiken griechischen Architektur verwendet, auch die römischen Architekten machten regen Gebrauch davon. Gleichermaßen beliebt war das Architekturmotiv sowohl in der romanischen als auch der gotischen Baukunst. In der Renaissance war der Pilaster eines der gebräuchlichsten Gliederungsmittel, etwa an der Fassade des Palazzo Rucellai in Florenz, und hält sich dann als dominierendes Fassadengliederungselement wie auch Gliederungselement der Innenarchitektur vom Klassizismus bis zum Historismus. Er geht von dort auch in die zeitgenössische Möbelgestaltung über, wo mit den umrahmenden Zargen die Täfelungen pilasterförmig gegliedert werden.
Mit der reduzierten Formensprache der Moderne, die nur elementare Konstruktionszusammenhänge nach außen sichtbar macht, verschwindet der Pilaster. Erst seit dem Brutalismus findet er sich wieder in seiner funktionalen, tragenden Form als nach außen tretendes Element des Skelettbaus in Beton, allerdings lisenenartig unter Verzicht auf Basis- und Kopfelemente, außer wenn es die Rahmenkonstruktion erfordert.

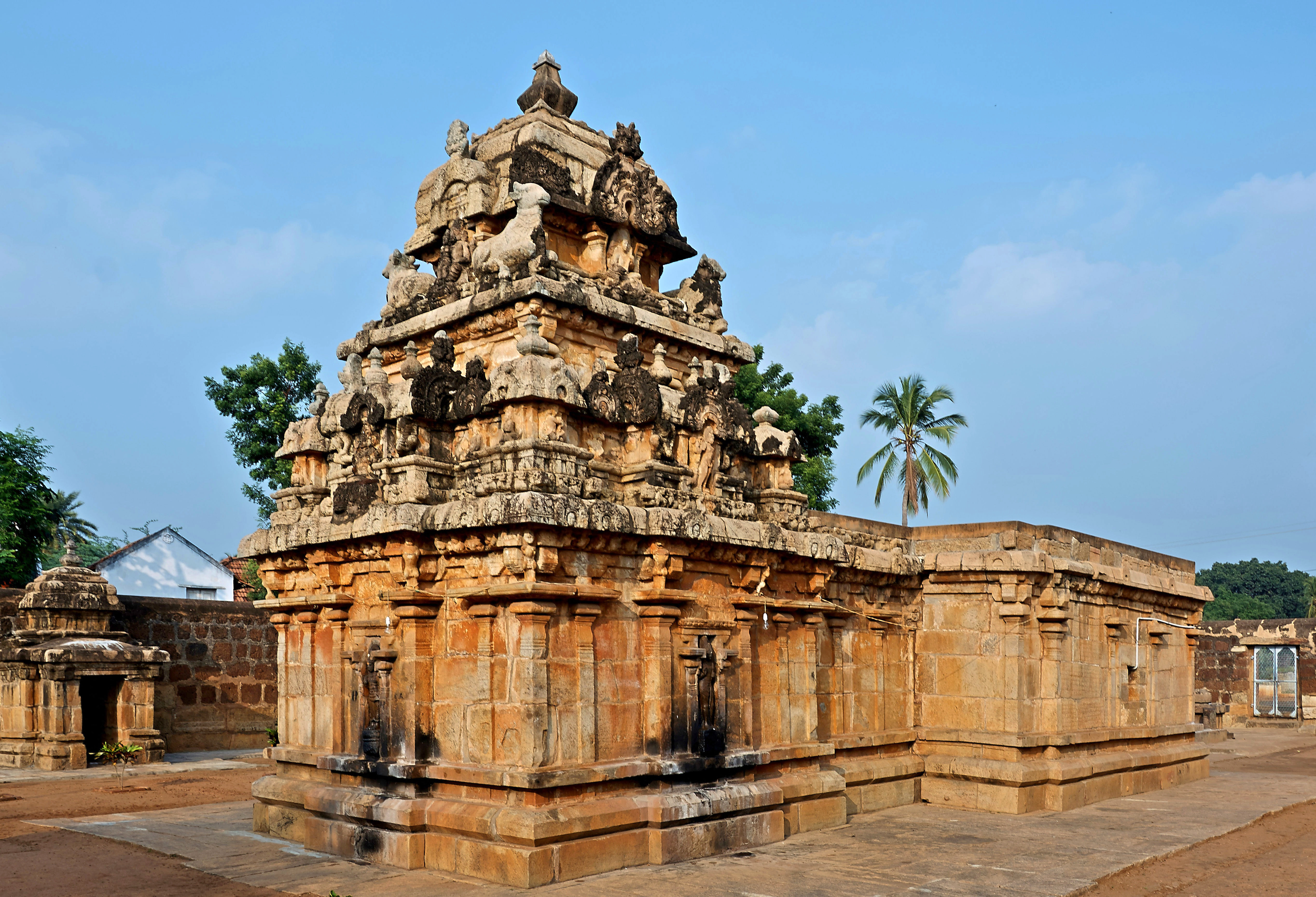
Tempel von Tirukkattalai

## Indien
Auch in der südindischen Pallava-Architektur (7.–9. Jahrhundert) und insbesondere in der zeitlich und stilistisch nachfolgenden Chola-Architektur (9.–12. Jahrhundert) finden sich pilasterähnliche vertikale Gliederungen der Außenwände von Tempeln.